# رگیابی تی۲
رگیابی تی۲ (انگلیسی: T2 Trainspotting) فیلمی در ژانر کمدی سیاه، داستان جنایی، و کمدی-درام به کارگردانی دنی بویل است که در سال ۲۰۱۷ منتشر شد. از بازیگران این فیلم می‌توان به ایوان مک‌گرگور، ایون برمنر و جانی لی میلر اشاره کرد. این فیلم ادامه‌ای بر فیلم رگیابی محصول سال ۱۹۹۶ به کارگردانی خود دنی بویل است.

## داستان
پس از بیست سال دوری، مارک رنتون از آمستردام به خانه‌اش، ادینبرو بازمی‌گردد؛ جایی که او با همسرش در آنجا زندگی می‌کنند. پس از مرگ مادر مارک، پدرش تنها زندگی می‌کند. دنیل مورفی (ملقب به اسپود، به معنی سیب‌زمینی) با اعتیادش نسبت به هروئین مبارزه می‌کند. دنیل این اعتیاد را برای همسرش، گایل و پسرش، فرگوس به ارث گذاشته بود. سیمون ویلیامسون (پسر بیمار) همچنان به زندگی جنایی و معاملات خطرناکش ادامه می‌دهد. او به عنوان صاحب یک میخانه در شهر لیت کار می‌کند که این میخانه میراثی بود که از عمه‌اش برایش به جا مانده بود. همزمان با مدیریت میخانه، او به عنوان کارهای فرعی به باج‌گیری و کاشت شاهدانه در زیر زمین مشغول است. فرانسیس (فرانکو) بگبی، ۲۵ سال است که در حبس به سر می‌برد و به تازگی عفو مشروط او رد شده‌است، به دلیل اینکه شرارت شدیدی درونش دارد، پس از بازدید پدر و سکونت در اتاق خوابی قدیمی، مارک به دنبال دیدن اسپود می‌رود. مارک در شرایطی مأیوس‌کننده به دنبال اسپود می‌گردد. اسپود سعی می‌کند تا بوسیله قرار دادن کله‌اش در یک پلاستیک مرتکب خودکشی شود تا دچار خود خفگی شود. در حین خودکشی، ناگهان مارک از راه می‌رسد و با شکاندن درب جان اسپود را نجات می‌دهد. اسپود در ابتدا از این قضیه استقبال نمی‌کند ولی مارک می‌خواهد پس از نجاتش از خودکشی، در ماجرای اعتیاد اسپود به هروئین هم او را کمک کند و سعی می‌کند تا او را با سیمون آشتی دهد. قبلاً سیمون به آنها خیانت کرده بود…

## بازیگران
- ایوان مک‌گرگور در نقش مارک رنتون
- ایون برمنر در نقش دنیل مورفی (اسپود)
- جانی لی میلر در نقش سیمون ویلیامسون
- رابرت کارلایل در نقش فرانسیس بگبی
- اروین ولش در نقش میکی فارستر
- کلی مکدونالد در نقش دیان کولستون
- شرلی هندرسون در نقش گایل هوستون
- جیمز کازمو در نقش آقای رنتون